# Gro'Om
Gro'Om is een bestuurslaag in het regentschap Pamekasan van de provincie Oost-Java, Indonesië. Gro'Om telt 2499 inwoners (volkstelling 2010).